# Hot Air Balloon
Hot Air Balloon je singl amerického synthpopového projektu Owl City, který je spolu se singlem "Strawberry Avalanche" propagačním singlem ke druhému studiovému albu Ocean Eyes. Singl byl vydán 1. května 2009. Vyšel pouze v digitální podobě.

## Seznam skladeb
| Hot Air Balloon | Hot Air Balloon | Hot Air Balloon |
| Pořadí          | Název           | Délka           |
| --------------- | --------------- | --------------- |
| 1.              | Hot Air Balloon | 3:35            |

## Zajímavosti
Text písně vyjadřuje touhu po útěku do snů a nebe. Adam pro Female First poselství skladby vysvětluje: "Je to bezstarostná píseň o dobrodružství a objevování. O pohledu dolů na svět, naklonění se a natírání sněhu ze stálezelených větví, o otázce, kam tě život zavede."
Skladba byla napsána, produkována, nahrána i namixována Adamem Youngem.
"Hot Air Balloon" senachází na druhém CD alba Ocean Eyes Deluxe Version a také mezi bonusy v japonské edici Ocean Eyes.
"Hot Air Balloon" mělo premiéru na stránkách AOL Spinner hned ze začátku května a získalo 1. příčku na AOL Music’s Top 40 Songs Chart s více než 270 000 zhlédnutími v prvním týdnu - byl například před Beyonce, Ciara, Kelly Clarkson, Nickelback a Katy Perry... K 2. červnu 2009 byla skladba zakoupena více než 5 400 lidmi a 15 000 nových fanoušků se přihlásilo k Owl City mailing listu, aby dostali skladbu zdarma, jak to bylo nabídnuto na stránkách skupiny. V červnu se pak skladba v tom samém žebříčku umístila na 3. místě a k 14. červnu 2009 byla zakoupena více než 12 400 lidmi.